# Kornel Saláta
Kornel Saláta (Kamenica nad Hronom, 24 de gener de 1985) és un futbolista eslovac que exerceix com a defensa en el Slovan Bratislava de la Superliga d'Eslovàquia. Saláta prové de la minoria hongaresa a Eslovàquia i parla tant hongarès com eslovac amb fluïdesa.

## Trajectòria
Saláta va fer el seu debut en la Corgoň Liga en la temporada 2005-06 amb el FK Púchov. Al final de la temporada, Púchov va descendir a la Primera Lliga d'Eslovàquia i Saláta va signar amb l'Artmedia Petržalka. Allí va guanyar la Corgoň Liga i la Copa d'Eslovàquia en la temporada 2007-08. L'estiu de 2009, es va traslladar al Slovan Bratislava, jugant el primer partit en el 2009 per la Supercopa d'Eslovàquia. El gener de 2011, va signar contracte per quatre anys amb el club rus FC Rostov per un milió d'euros com un dels millors defensors de la Corgoň Liga.

## Internacional
Ha estat internacional amb la selecció de futbol d'Eslovàquia en 38 ocasions i ha convertit 2 gols. Va fer el seu debut en la selecció nacional contra Suïssa el 24 de maig de 2008. Va participar en la Copa Mundial de Futbol de 2010, jugant 83 minuts en el segon partit del grup contra Paraguai.
El 2016 va ser convocat per l'Eurocopa de França.

### Participacions en Copes del Món
| Mundial                        | Seu        | Resultat         |
| ------------------------------ | ---------- | ---------------- |
| Copa Mundial de Futbol de 2010 | Sud-àfrica | Vuitens de final |

### Participacions en Eurocopas
| Copa          | Seu    | Resultat         |
| ------------- | ------ | ---------------- |
| Eurocopa 2016 | França | Vuitens de final |

## Clubs
| Club                               | País       | Any       |
| ---------------------------------- | ---------- | --------- |
| FK Púchov                          | Eslovàquia | 2005-2006 |
| MFK Petržalka                      | Eslovàquia | 2006-2009 |
| → FK Dukla Banská Bystrica (cedit) | Eslovàquia | 2007      |
| Slovan Bratislava                  | Eslovàquia | 2009-2010 |
| FC Rostov                          | Rússia     | 2011-2014 |
| → FC Tom Tomsk (cedit)             | Rússia     | 2013-2014 |
| Slovan Bratislava                  | Eslovàquia | 2014-     |
| → DAC Dunajská Streda (cedit)      | Eslovàquia | 2014      |

## Palmarès

### Campionats nacionals
| Títol                  | Club               | País       | Any  |
| ---------------------- | ------------------ | ---------- | ---- |
| Corgoň Liga            | Artmedia Petržalka | Eslovàquia | 2008 |
| Copa d'Eslovàquia      | Artmedia Petržalka | Eslovàquia | 2008 |
| Supercopa d'Eslovàquia | Slovan Bratislava  | Eslovàquia | 2009 |
| Copa d'Eslovàquia      | Slovan Bratislava  | Eslovàquia | 2010 |